# 污毛香青
污毛香青（学名：Anaphalis pannosa）为菊科香青属的植物，为中国的特有植物。分布在中国大陆的云南等地，生长于海拔3,800米至4,300米的地区，常生于高山干燥砾坡，目前尚未由人工引种栽培。